# Hakuto-R missie 2
Hakuto-R missie 2, is een missie van het Japanse ispace naar de maan en omvat een maanlander Resilience en een microrover.

## Geschiedenis
De lancering  vond plaats met een Falcon 9 die ook de eerste Blue Ghost-maanlander van Firefly Aerospace aan boord had.
Op 15 januari 2025 om 1:11 Eastern Time werd de Facon 9 gelanceerd vanaf Kennedy Space Launch Complex 39A. De Hakuto-R kwam in de geplande baan rond de aarde.
Op 6 mei 2025 werd bekend gemaakt dat de maanlander succesvol in een baan rond de maan was geplaatst.
Op 5 juni 2025 werd de landing ingezet. Hakuto-R kwam correct uit orbit op ongeveer 100km hoogte, vertraagde om op ongeveer 20km hoogte tot een verticale aanvliegroute te komen en de remmotor op te starten. Daarna viel de telemetry weg en werd het contact verloren. In een persmededeling werd ervan uitgegaan dat de laser-afstandsmeter niet correct gewerkt heeft en dat Hakuto-R een harde landing heeft gemaakt en verloren is gegaan.

## Nuttige lading
De lander moet 6 nuttige ladingen afleveren op de Mare Frigoris-lavavlakte op de voorzijde van de Maan.:
1. Tenacious: een microrover gebouwd door ispace-EU, die voor NASA regoliet verzamelt. De rover weegt ongeveer 5 kg en is 26 cm hoog, 31,5 cm breed, 54 cm lang en heeft een hogeresolutiecamera vooraan. Het doorgeven van instructies en data gebeurt via de lander.[6]
2. LunaGlena: experimentele productie van microalgen voor voedselproductie van het Japanse bedrijf Euglena[7]
3. een stralingsmeter van de Nationale Universiteit Centrale van Taiwan[8]
4. een toestel voor waterelektrolyse gebouwd door Takasago Thermal Engineering[8]
5. een gedenkplaat ontwikkeld door het Bandai Namco Research Institute, Inc. Gebaseerd op het “Charter of the Universal Century” uit de animatieserie Mobile Suit Gundam UC[8]
6. Moonhouse: een model van een huisje van de Zweedse kunstenaar Mikael Genberg dat op de rover gemonteerd wordt[8]

De Resilience-lander zal dienen als cultureel artifact, en draagt een UNESCO-memorydisk die taal en culturele diversiteit bewaart.